# Колин Секстон
Колин Дарнел Секстон (енгл. Collin Darnell Sexton; Маријета, Џорџија, 4. јануар 1999) амерички је кошаркаш. Игра на позицијама плејмејкера и бека, а тренутно наступа за Шарлот хорнетсе. 

## Успеси

### Репрезентативни
- Светско првенство до 17 година:  2016.

### Појединачни
- Победник НБА такмичења у вештинама (1): 2023.
- Најкориснији играч Светског првенства до 17 година: 2016.
- Идеални тим новајлија НБА — друга постава: 2018/19.